# Procédé Brin

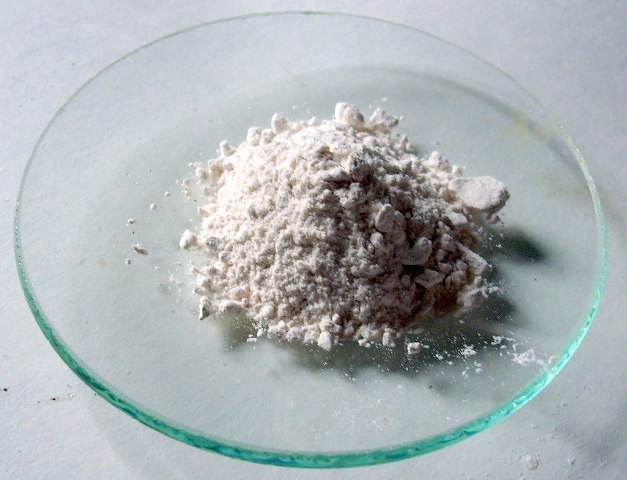
Échantillon de peroxyde de baryum.

Le procédé Brin est un procédé obsolète de production d'oxygène à échelle industrielle utilisant la réversibilité de la réaction de formation du peroxyde de baryum à partir de l'oxyde de baryum. Ce dernier forme en effet le peroxyde vers 500 à 600 °C au contact de l'air et le peroxyde se décompose au-dessus de 800 °C en oxygène et oxyde initial :
2 BaO + O2 ⇌ 2  BaO2.
La réaction a été découverte par Louis Joseph Gay-Lussac et Louis Jacques Thénard en 1811 et Jean-Baptiste Boussingault tenta d'utiliser cette réaction pour séparer industriellement l'oxygène de l'air en 1852. Cependant, le procédé n'était plus efficace après une douzaine de cycles. Léon Quentin et Arthur Leon Brin montrèrent que des traces de dioxyde de carbone inactivait le procédé en formant du carbonate de baryum et que le retrait du dioxyde de carbone de l'air à l'aide d'hydroxyde de calcium, de sodium ou  de potasssium résolvait par conséquent ce problème. Ils fondèrent la société Brin Oxygen Co. Ltd pour exploiter cette technique, avant de se convertir au procédé Linde de séparation par liquéfaction des gaz en 1903.
Une des principales applications de cet oxygène a été pour l'alimentation des lumières oxhydrique. Néanmoins, avant la fin du xixe siècle, l'électrolyse de l'eau et la distillation fractionnée de l'air liquide deviennent des alternatives moins chères que le procédé Brin pour la production d'oxygène et celui-ci devint obsolète,,,,.